# یاروشوف ناد نژارکوو
یاروشوف ناد نژارکوو (به چکی: Jarošov nad Nežárkou) یک منطقهٔ مسکونی در جمهوری چک است که در ناحیه ییندریخوف هرادتس واقع شده‌است. یاروشوف ناد نژارکوو ۲۷٫۷۷ کیلومتر مربع مساحت و ۱٬۰۹۷ نفر جمعیت دارد و ۴۷۶ متر بالاتر از سطح دریا واقع شده‌است.